# Nowa Wieś (powiat ostrołęcki)
Nowa Wieś – wieś sołecka w Polsce położona w województwie mazowieckim, w powiecie ostrołęckim, w gminie Olszewo-Borki.
Wieś szlachecka położona była w drugiej połowie XVI wieku w powiecie różańskim ziemi różańskiej. W latach 1975–1998 miejscowość należała administracyjnie do województwa ostrołęckiego.
Nowa Wieś (dawniej Nowa Wieś Zachodnia) jest położona na szlaku komunikacyjnym na trasie nr 544: Ostrołęka - Brodnica i nr 626: Nowa Wieś - Maków Maz. 
Przez wieś przebiega linia kolejowa Ostrołęka-Chorzele, której przebudowę rozpoczęto w 2019 po 20 latach od zamknięcia.
W Nowej Wsi mieszka prawie 600 mieszkańców, którzy mieszkają na 15 ulicach (Cicha, Kolejowa, Kościelna, Leśna, Ogrodowa, Ostrołęcka, Parkowa, Polna, Przemysłowa, Władysława Reymonta, Słoneczna, Spokojna, Szkolna, Wesoła, Wspólna). Mieści się tam parafia, która liczy prawie 500 lat. Mieszkańcy Nowej Wsi maja dostęp do ośrodka zdrowia, przedszkola, szkoły podstawowej i gimnazjum. OSP powstała w 1919 roku. Od 2001 roku jednostka OSP Nowa Wieś należy do KSRG. W 2009 roku zostało wybudowane boisko typu "Orlik".

## Parafia
Parafia Narodzenia NMP została erygowana w 1535 r. z fundacji Jakuba Brzoski. W historii parafii istniało kilka kościołów drewnianych, z których ostatni zbudowany w 1948 r. został przeniesiony do Lelisa w 1987 r. Obecny kościół murowany pw. Narodzenia NMP i św. Maksymiliana Marii Kolbego zbudowany w latach 1976–1984 staraniem ks. prob. Władysława Gawkowskiego. Kościół konsekrowany 23 września 1984 r. przez biskupa łomżyńskiego Juliusza Paetza. W latach 1995–2000 staraniem proboszczów: ks. Jana W. Modzelewskiego i ks. Bogdana Najdy wykonano remont wieży kościelnej, nowe schody i nagłośnienie kościoła. Plebania murowana, wybudowana w 1912 r. staraniem proboszczów: ks. Wacława Krauze i ks. Franciszka Przedpełskiego jest wpisana do rejestru zabytków. Cmentarz parafialny o powierzchni 1,2 ha znajduje się przy ul. Kościelnej.
Do parafii należą wierni z miejscowości: Nowa Wieś, Chojniki, Działyń, Grabnik, Grabówek, Gutowo, Mostowo, Mostówek, Przystań, Rataje, Rżaniec, Skrzypek, Wojska Biel, Wyszel, Zabiele-Piliki, Zabiele Wielkie, Żebry-Chudek i Żebry-Wierzchlas.
W strukturze kościoła rzymskokatolickiego parafia należy do metropolii białostockiej, diecezji łomżyńskiej, dekanatu Ostrołęka - Nawiedzenia Najświętszej Maryi Panny.

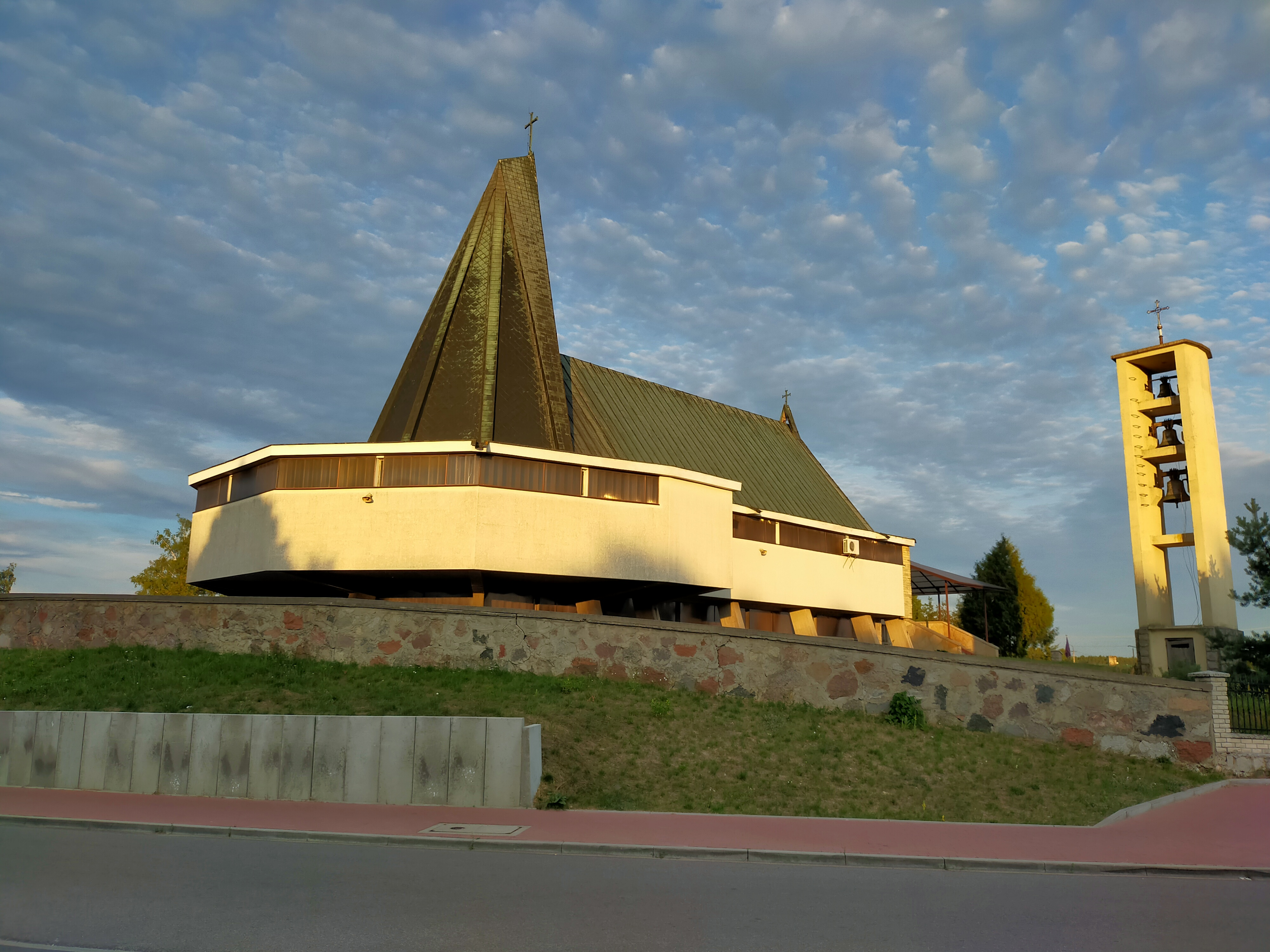
Kościół parafialny Narodzenia NMP
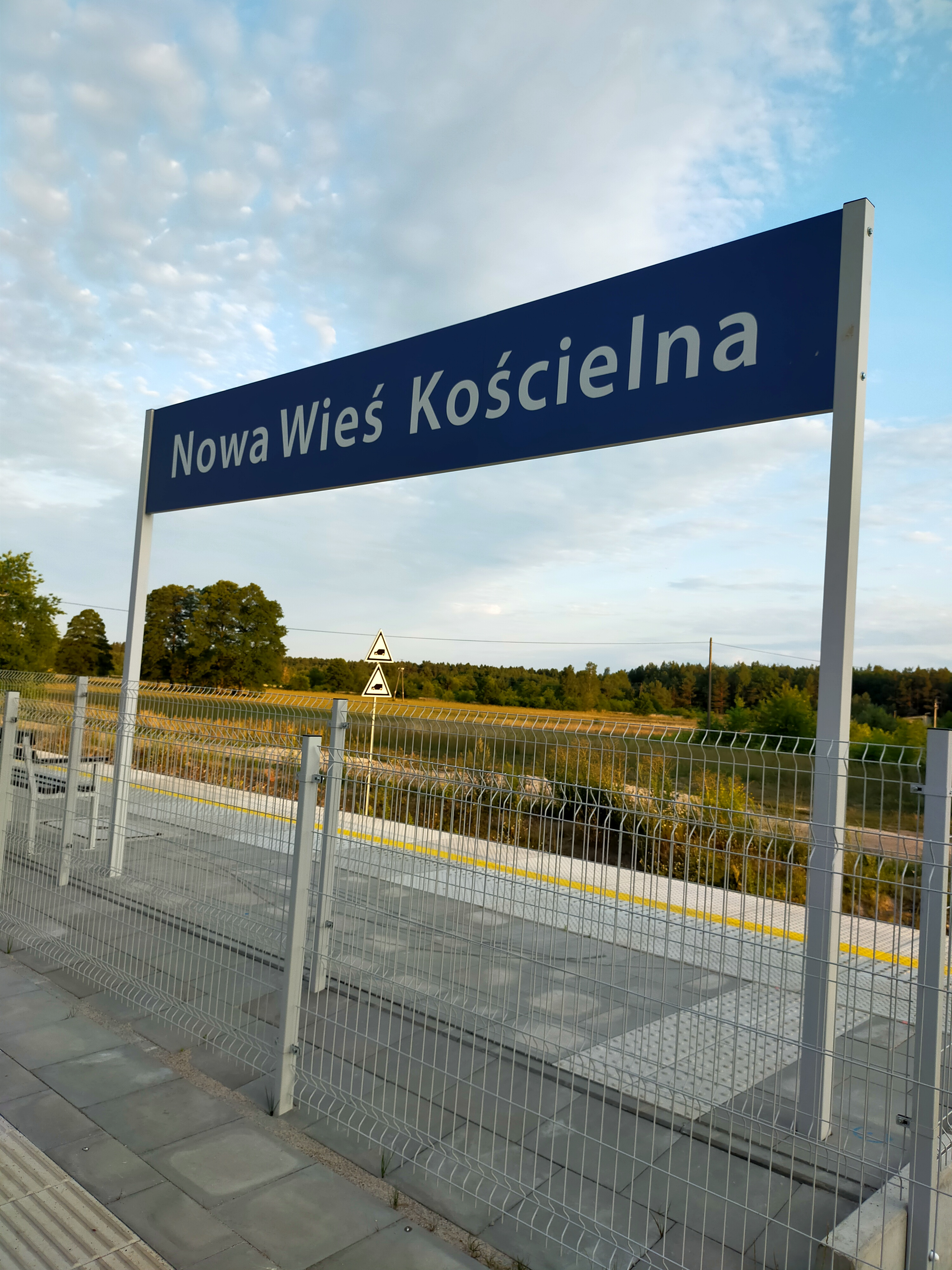
Przystanek kolejowy
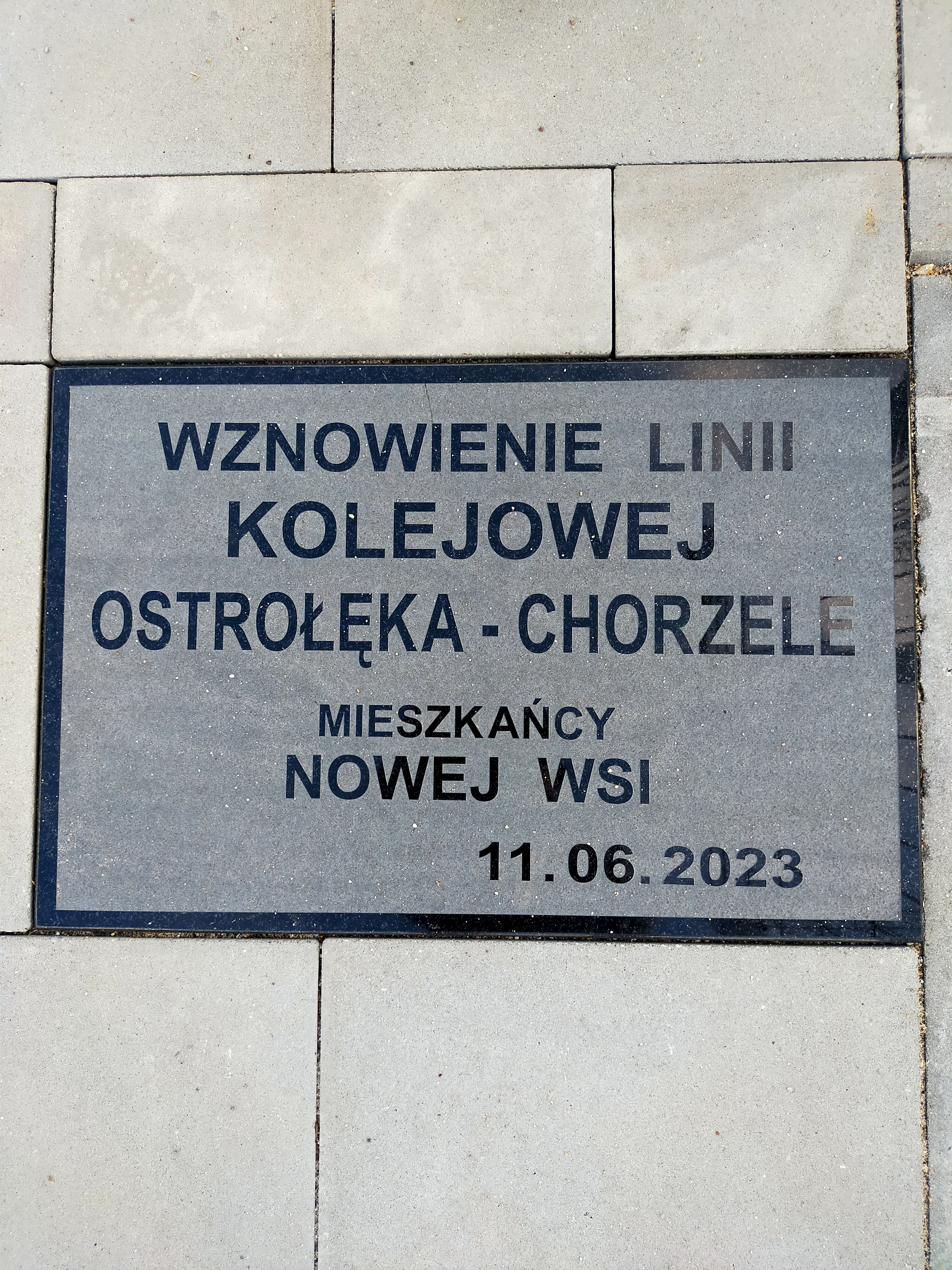
Tablica upamiętniająca wznowienie linii kolejowej